# Холм (Новгородська область)
Холм — місто (з 1777) в Росії, адміністративний центр Холмського муніципального району Новгородської області.

## Загальні відомості
Розташоване на півдні області в місці впадання річки Кунья в Ловать (басейн озера Ільмень), за 201 км на південь від Великого Новгорода.
Етимологія назви — російська, походить від крутої височини на правому березі Ловаті, на якій було засновано місто.

## Історія
У давнину по річці Ловать територією сучасного міста проходив водний торговий шлях З варяг у греки. У ті часи в цьому місці будували невеликі судна, торгували льоном, возами, прядками, посудом (дерев'яним та глиняним).
У XVI — XVII століттях неодноразово ставало місцем боїв за участі литовців, поляків, шведів, реєстрових козаків. Зокрема, 25 грудня 1580 року було взяте королівським військом Стефана Баторія та реєстровцями, серед яких були Філон Кміта (вислав сюди військо з 1000 осіб), Гаврило Голубок.
3 серпня 1777 при розгляді питання про перебудову адміністративно-територіального поділу Новгородської губернії було видано Указ про перейменування Холмського посаду в місто Холм і про причислення його до Псковської губернії. Так Холм став центром Холмського повіту.
Наприкінці XIX століття Холм був відомий кустарними промислами, в тому числі виготовленням річкових барок та інших човнів.

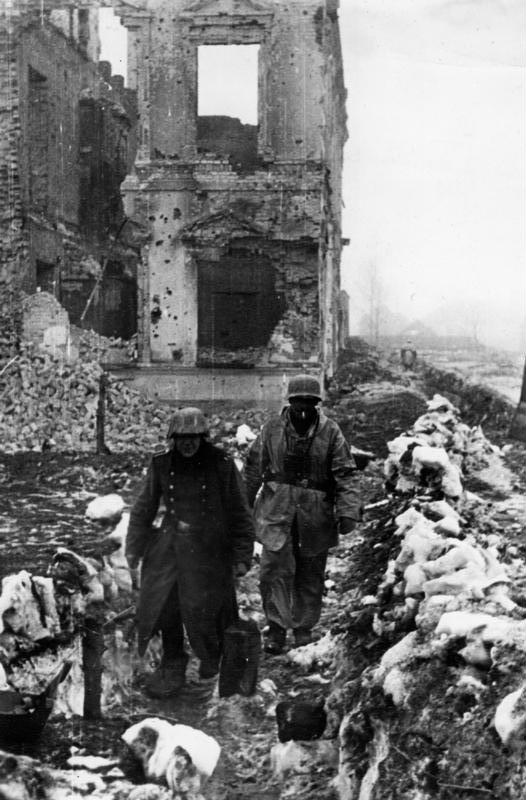
Холм, 21 березня 1942

Місто дуже сильно постраждало в Другу Світову війну: в 1942 воно було місцем проведення Торопецько-Холмської операції, і велика частина історичних будівель міста була повністю зруйнована.
Історично місто складалося з чотирьох районів — Іллінського та Нікольського (правий берег Кун'ї та Ловаті), Татіловського (лівий берег Ловаті) та Клинського (клин між річками). Після війни відновлення клинської частини міста було визнано недоцільним.
З історією міста Холм пов'язана цікава помилка. У ряді книг і статей датою першої згадки міста в літописних джерелах названо 1144 (від якого й пропонувалося вести історію міста). при цьому мався на увазі Новгородський перший літопис; однак у ній під цим роком міститься запис про пожежу в Новгороді внаслідок якої згоріли Холм (частина міста) та церква пророка Іллі.

## Економіка
Підприємства лісової промисловості. В околицях міста родовища глини, піщано-гравійних сумішей. Особливу цінність представляють поклади торфу. Околиці міста займають великі болота з достатньо глибокими шарами торфу. Розробка торфовищ досі залишається одним із пріоритетів економіки району та міста.
У 2008—2011 роках були зведені транспортні трубопроводи нафти та газу.

## Пам'ятки
Одним з улюблених місць відпочинку містян є «Блакитна лагуна». Це — природний поріг мезозойської геологічної плити на річці Великий Тудер. Місце є дивним, а вода там має цілющі властивості через залягання в даній місцевості блакитних глин. Багато охочих відновити свої сили відвідують це місце в літній час, коли «Блакитна лагуна» доступна для купання. 